# Congregación del Santo Sepulcro (Jaén)
La Antigua, Insigne, Venerable y Real Congregación del Santo Sepulcro de Cristo y de Siervos de la Orden Tercera de Nuestra Señora de los Dolores es una cofradía de pasión de la ciudad de Jaén que procesiona en la tarde del Viernes Santo.

## Historia
Fundada en 1580 en el Convento de la Virgen Coronada de los Carmelitas. Su fundación tiene lugar a raíz de un enfrentamiento entre los cofrades de la Cofradía y Hermandad de la Transfixión y Soledad de la Madre de Dios (fundada en 1556) y los frailes de dicho Convento de la Coronada. Los cofrades molestos con el trato que recibían de los frailes y en especial del nuevo prior D. Fray Diego de Coria decidieron poner fin a su estancia en el Convento. El Provisor del Obispado determinó que la Cofradía podía abandonar el Convento para dirigirse al de la Trinidad teniendo la comunidad de frailes que devolverles las imágenes y demás enseres. Encabezados por el gobernador de la Cofradía D. Alonso de Torres abandonaron definitivamente el Convento en 1579.
Los frailes carmelitas movidos por Fray Diego de Coria se iniciaron las gestiones eclesiásticas para fundar en el Convento de la Coronada una nueva hermandad. El 22 de junio de 1580 se oficializase la nueva Cofradía con la aprobación del Nuncio y el día 24 de junio se dispuso una procesión extraordinaria para que el pueblo de Jaén pudiese conocer la nueva Cofradía. 
En el siglo XVII se traslada al Hospital de San Juan de Dios y en 1689 se vuelve a trasladar, esta vez al Real Convento de Santo Domingo. Tras esfuerzos e intentos por instalarse en el Convento de San Antonio, pasa, finalmente, en 1695 a su actual sede canónica, la Iglesia de San Juan, hoy Parroquia de San Juan y San Pedro, desde donde procesiona tres pasos. Durante los años 50 y 60 se estableció temporalmente en el Real Monasterio de Santa Clara por obras de restauración de la Iglesia de San Juan. Los enfrentamientos con la Cofradía de la Soledad cesan con la firma de una concordia el 23 de marzo de 1619 posteriormente ratificada en 1732. Dicha concordia establecía un turno por el cual la Congregación del Santo Sepulcro sacaría la procesión del Entierro los años pares y los años impares lo haría la celebraría la Cofradía de la Soledad.
En 1727, se adhiere a la Orden Tercera de los Servitas; y en 1756 el rey Fernando VI de España le concede el título de Real y Venerable, así como le concede la creación del Sacro Monte de Piedad, por la labor realizada hacia los más desfavorecidos.
En 1991, la Hermandad inició el proceso para la Coronación Canónica de la Santísima Virgen de los Dolores siendo retomado en 2010.

## Pasos
Calvario, atribuido a Sebastián de Solís en 1579, formado por Cristo muerto en la cruz, a ambos lados el Buen ladrón, San Dimas, y el Mal Ladrón, Gestas, y a sus pies el apóstol San Juan y María Santísima del Silencio, talla anónima que no es original de este misterio, donada por los condes de Humanes en 1966. En 2015 la restauradora María José López de la Casa acomete la restauración del grupo escultórico en su totalidad. El paso es barroco de Antonio Canales Rubio de 1966 y restaurado por Manuel Verdugo en 2007.

En el Cristo del Calvario de San Juan cambia por completo el ambiente artístico. Hay una apego a un arte romanista que intenta traducir el Naturalismo que se avecina. Es obra de un aventajado maestro, pues; plenamente integrada en la estilística que hace Sebastián de Solís en sus primeros momentos, en la década de 1580, casi coetánea con el Cristo de la Clemencia, de la que le diferencia los visos de modernidad barroca que exhala. Sin dudas es una notable pieza dentro del conjunto de los crucificados andaluces.
José Domínguez Cubero

Santo Sepulcro, imagen de Cristo yacente realizada por Juan Abascal Fuentes en 1965, restaurado por María José López de la Casa en 2011, con una urna barroca anónima del siglo XVIII. Paso barroco de Vicente Castillo en 1957.
Nuestra Señora de los Dolores, obra de Sebastián de Solís. Paso realizado por Francisco Díaz Roncero en 1959, con palio bordado por Juan Carlos Colmenero Andreu en 1989-1990. Manto de terciopelo bordado en oro donado por la familia Aponte en 1918.
En 1928 se convierte en la primera imagen de Jaén en paso de palio.
|                                   |
| Misterio del Cristo del Calvario. |

|                                |
| Nuestra Señora de los Dolores. |

## Sede
Iglesia Parroquial de San Juan y San Pedro.
|                          |
| Convento de la Coronoda. |

|                               |
| Hospital de San Juan de Dios. |

|                              |
| Monasterio de Santo Domingo. |

|                                |
| Iglesia de San Juan San Pedro. |

## Traje de estatutos
Túnicas cubrerrostro (con capirote) negro, cíngulo negro y blanco.

## Estación de Penitencia
Para el Viernes Santo de 2020 tiene prevista su salida a las 19:00 desde su sede canónica, la Iglesia Parroquial de San Juan y San Pedro.

## Publicaciones
- CALVARIO: Boletín de la Hermandad. Se publica en cuaresma y contiene artículos de investigación histórica, crónicas de sus diversos actos y cultos y lecturas de interés para sus hermanos cofrades.

- Publica intermitente un cartel.

- Pregón Siete Espadas de Dolor, desde 1990.

## Paso por la carrera oficial
| Predecesor: Cofradía de la Soledad | Orden de entrada en la carrera oficial (Viernes Santo) 2º lugar | Sucesor: Cofradía del Resucitado (Domingo de Resurrección) |